# Výprava vlaku

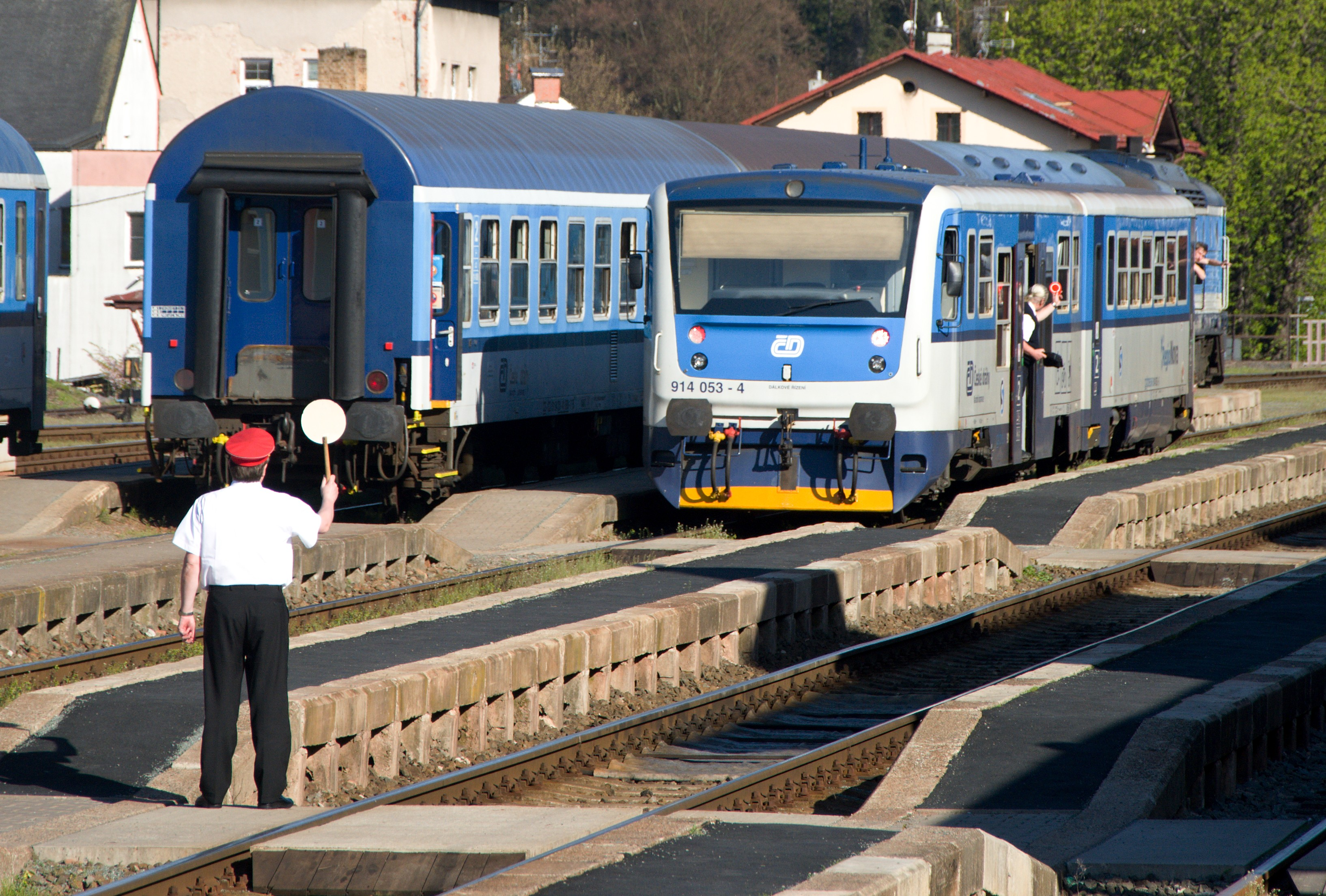
Výprava vlaku výpravčím v Trutnově hlavním nádraží

Výprava vlaku je název pro rozkaz k odjezdu vlaku z dopravny a úkony s tím přímo spojené. Provádí jej zásadně odborně způsobilý zaměstnanec. Postupuje ve smyslu platných předpisů za spoluúčasti obsluhy vlaku a využití zabezpečovací techniky. 
Platné předpisy znají několik způsobů výpravy - kromě klasické výpravy výpravkou existují ještě čtyři další. Nicméně klasický způsob výpravy výpravkou zůstává nejznámější. U Československých státních drah se používala od roku 1932.
Výprava vlaku doznala velké změny od 1. 7. 2013. Vlaková četa provádí výpravu vlaku na zastávkách a stanicích, kde je možná jízda vlaku povolena světelným návěstidlem. V praxi to znamená, že na návěstidle znak dovoluje odjezd vlaku – tudíž strojvedoucí může odjet (čas odjezdu dle JŘ, vyzve píšťalkou, houkačkou či rukou vlakový doprovod do pohotovosti – slyšitelná návěst „výzva k pohotovosti“/ viditelná návěst - výzva strojvedoucího ), ale vlakový doprovod osobního vlaku mu k tomu dává tzv. souhlas s odjezdem (u nákladních není).
Kde není možná výprava vlaku světelným návěstidlem dává souhlas s odjezdem výpravčí přímo strojvedoucímu. Vlakový doprovod pak vlak vypraví dle postupu výše. Situace se tedy po staru otočila. Důvodem je příchod konkurence na tratě, kde znalost předpisu D1 má pouze strojvedoucí, takže s výpravčím si rozumí v návěstech – což doprovod nemusí, nebo mají jiné postupy.
„Souhlas s odjezdem“ dává nejbližší zaměstnanec směrem ke strojvedoucímu návěstním terčíkem, večer baterkou. „Pohotovi k odjezdu“ pak zaměstnanec vzdálenější. Platí i návěsti oznámené ústně.